# Heuweiler
Heuweiler est une commune de Bade-Wurtemberg (Allemagne), située dans l'arrondissement de Brisgau-Haute-Forêt-Noire, dans le district de Fribourg-en-Brisgau.

## Évolution démographique
| Année      | 1852 | 1875 | 1900 | 1933 | 1950 | 1960 | 1970 | 1980 | 2005 |
| ---------- | ---- | ---- | ---- | ---- | ---- | ---- | ---- | ---- | ---- |
| Population | 327  | 409  | 363  | 363  | 525  | 612  | 698  | 806  | 1006 |